# 1989 UN
1989 UN är en asteroid i huvudbältet som upptäcktes den 23 oktober 1989 av de båda japanska astronomerna Toshimasa Furuta och Yoshikane Mizuno vid Kani-observatoriet.
Asteroiden har en diameter på ungefär 4 kilometer.